# جهنده‌ماهیان آمریکای جنوبی
جهنده‌ماهیان آمریکای جنوبی (نام علمی: Crenuchidae) نام یک تیره از راسته تتراسانان است.